# Rueda (danza)
La rueda es un baile especialmente practicado en tierras del Alto Duero: Segovia, Burgos y Soria y en Cantabria. 
No lo suele bailar una sola pareja, pues se requieren muchas para que sea verdaderamente una rueda. Es un baile de masas, sencillo y elegante. Las parejas bailan sueltas y todas hacen lo mismo. El tamborilero ataca con brío un redoble avisador, y el dulzainero lanza vibrantes notas de atención; los mozos buscan sus parejas, colocándose en fila y comenzando la rueda. Las parejas –los mozos fuera; las mozas dentro del cerco– inician el movimiento rotatorio bailando unas tras otra en rueda. Lentamente, poco a poco, la danza se anima: el gaitero aligera algo de ritmo; el cerco se hace más tenso; el giro más rápido –nunca apresurado–, y la rueda forma un espléndido y pintoresco carrusel. Es un baile grave y gracioso. Su aparato y su uniforme sencillez le dan cierta prestancia y empaque, bien en armonía con el carácter reposado y solemne del campesinado castellanoleonés. Requiere la rueda para bailarse, grandes espacios: las amplias salas del Concejo, y mejor todavía, las plazas de los pueblos o de las villas en rededor del rollo.

## Aspectos musicales
El ritmo que acompaña al baile de Rueda puede variar, pero el más representativo, característico y antiguo es un ritmo irregular transcrito generalmente en 5/8, en el que el compás se divide en 5 tiempos siendo acentuados el primero y el cuarto. Este aspecto es compartido con el baile Corrido (Soria, Segovia) y la charrada (Salamanca). También el zortziko vasco suele transcribirse en 5/8, aunque presenta una acentuación diferente.
Aunque en la actualidad es casi siempre la dulzaina acompañada de la caja o redoblante el instrumento utilizado en la interpretación de La Rueda, existen también ruedas cantadas dónde la voz humana es acompañada por la pandereta. Ejemplares de este tipo fueron recogidos por Federico Olmeda en su Cancionero Popular de Burgos, dónde también figuran ejemplares de Rueda interpretados con otros instrumentos como la gaita y el pito.